# کاخ باهیه
کاخ باهیه (عربی: قصر الباهية‎) یک کاخ مربوط به اواسط تا اواخر قرن ۱۹ میلادی در مراکش است. ساخت این کاخ توسط سی موسی، وزیر اعظم در دوران سلطان محمد بن عبدالرحمن از سلسله علوی، در دهه ۱۸۶۰ آغاز شد. پس از آن، این کاخ بین سال‌های ۱۸۹۴ تا ۱۹۰۰ توسط پسر او، سی با احمد بن موسی، وزیر اعظم سلطان مولای عبدالعزیز، گسترش یافت.
امروزه این کاخ به‌عنوان یکی از آثار تاریخی مشهور و جاذبه‌های گردشگری در شهر مراکش شناخته می‌شود.

## تاریخچه
سی موسی از خانواده‌ای با اصل و نسب سیاه‌پوست بود که به عنوان بردگان در خدمت دستگاه حکومتی مخزن (دولت سلطنتی) مراکش فعالیت می‌کردند و به بالاترین مناصب دولتی در کشور رسیدند. او ابتدا به عنوان حاجب (سمتی مشابه دروازه‌بان سلطنتی) و سپس به عنوان وزیر اعظم در دوران سلطان محمد بن عبدالرحمن که از ۱۸۵۹ تا ۱۸۷۳ حکومت می‌کرد، خدمت کرد. ساخت کاخ در دهه ۱۸۶۰ آغاز شد.
از بخش‌های باقی‌مانده کاخ که امروزه قابل مشاهده است، باغ بزرگ ریاض یا باغ ریاض بزرگ و اتاق‌های مجاور آن در بخش شمالی کاخ هستند که مربوط به دوره سی موسی بوده و به همین دلیل به دار سی موسی نیز شناخته می‌شوند. در دو اتاق واقع در سمت شرقی و غربی این باغ، کتیبه‌ای وجود دارد که تاریخ ساخت آن‌ها را به سال‌های ۱۸۶۶–۱۸۶۷ میلادی نسبت می‌دهد.

## معماری

### طرح‌بندی
طرح پیچیده و پرپیچ‌وخم کاخ، که نقشه‌ای یکپارچه و واضح را نشان نمی‌دهد، به دلیل توسعه تدریجی آن در مراحل مختلف طی سالیان دراز است. این کاخ شامل تعدادی حیاط داخلی و باغ‌های ریاض (باغ‌های داخلی با تقسیم‌بندی چهارگانه متقارن) است که اطراف آن‌ها اتاق‌ها و تالارهای مختلف قرار دارند. مجموعه اصلی کاخ امروزه نزدیک به ۲ هکتار مساحت دارد.

#### ورودی و ریاض کوچک
ورودی کاخ از طریق یک دروازه با قوس نعل اسبی از خیابان اصلی صورت می‌گیرد و مسیر باغی طولانی شما را به داخل کاخ هدایت می‌کند. حیاط کوچکی شما را به ریاض کوچک (Petit Riad) هدایت می‌کند که باغی مربعی شکل است و با مسیرهایی در دو محور مرکزی آن تقسیم شده است. اطراف این باغ، گالری‌ها و اتاق‌هایی با تزئینات غنی قرار دارند. یکی از این اتاق‌ها، دیوان یا تالار شوراهای با احمد بوده است. پس از مرگ با احمد، مدنی الغلاوی یک آپارتمان در طبقه دوم این ریاض اضافه کرد. شرق ریاض کوچک، یک حیاط داخلی کوچک به نام حیاط کوچک قرار دارد که اطراف آن را اتاق‌هایی با تزئینات زیبا احاطه کرده‌اند.

#### حیاط بزرگ و حرم
شرق حیاط کوچک، حیاط بزرگ یا حیاط اصلی قرار دارد که در فرانسوی به Cour d'Honneur معروف است و یکی از بخش‌های چشمگیر کاخ به‌شمار می‌آید. این بخش از کاخ به سال‌های ۱۸۹۶–۱۸۹۷ بازمی‌گردد. این حیاط که ابعاد آن ۵۰ در ۳۰ متر است، با سنگ مرمر کارارای ایتالیایی فرش شده و گالری‌های چوبی زیبا و رنگارنگ اطراف آن را احاطه کرده‌اند. این گالری‌ها به حدود ۸۰ اتاق دسترسی دارند که گفته می‌شود بخشی از حرمسرای با احمد و محل سکونت صیغههای او بوده‌اند.
در انتهای شرقی این حیاط، تالار بزرگی قرار دارد که در زبان فرانسوی به نام Salle d'Honneur شناخته می‌شود. این تالار با ابعاد ۲۰ در ۸ متر دارای سقفی بلند و تزئیناتی نقاشی‌شده از بهترین نوع در کاخ است. یک کتیبه ساخت این تالار را به سال‌های ۱۸۹۶–۱۸۹۷ نسبت می‌دهد که احتمالاً آخرین توسعه بزرگ کاخ بوده است.: 544 

صحن بزرگ کاخ باهیه
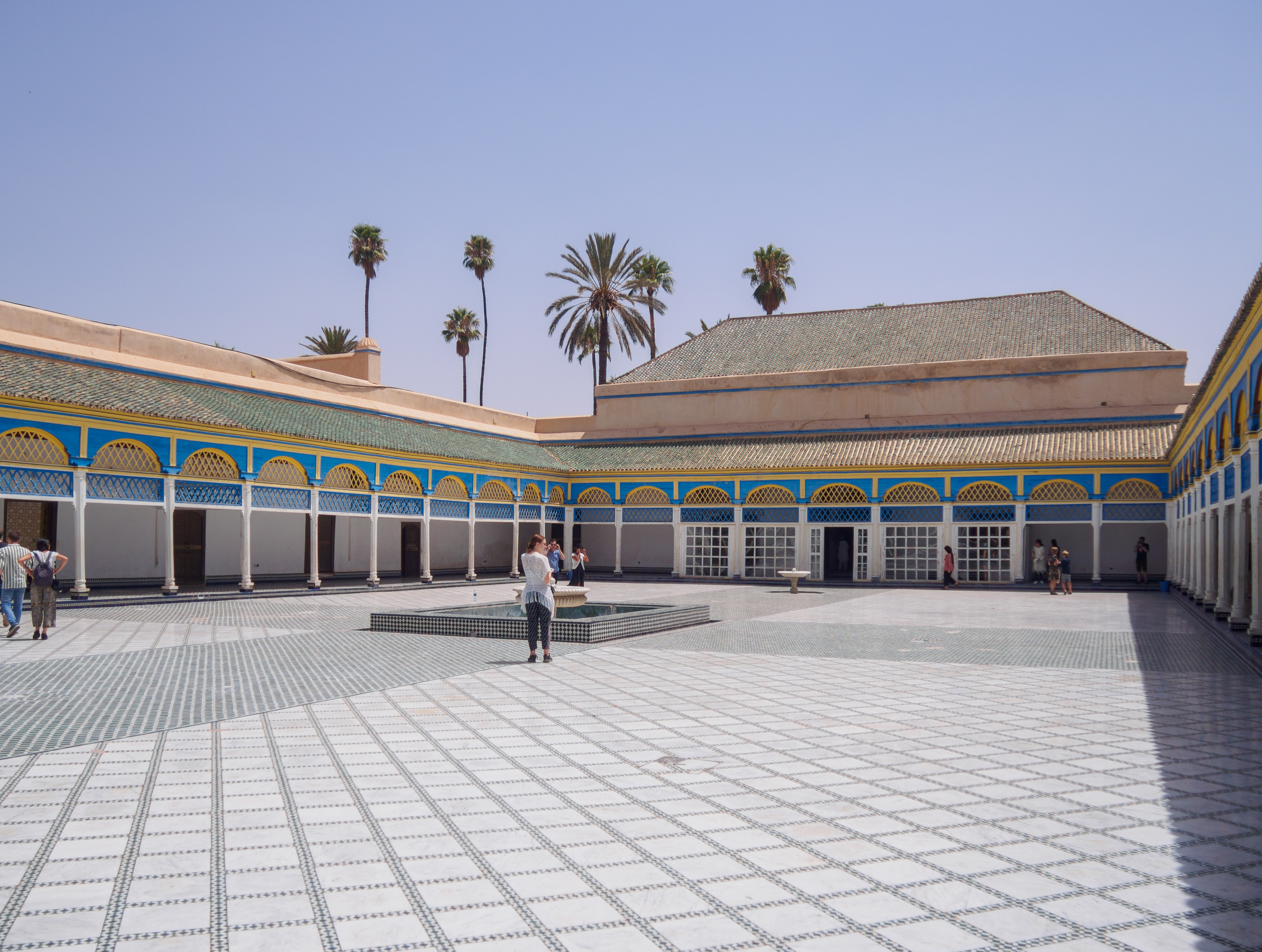
صحن بزرگ (نمای شرق)
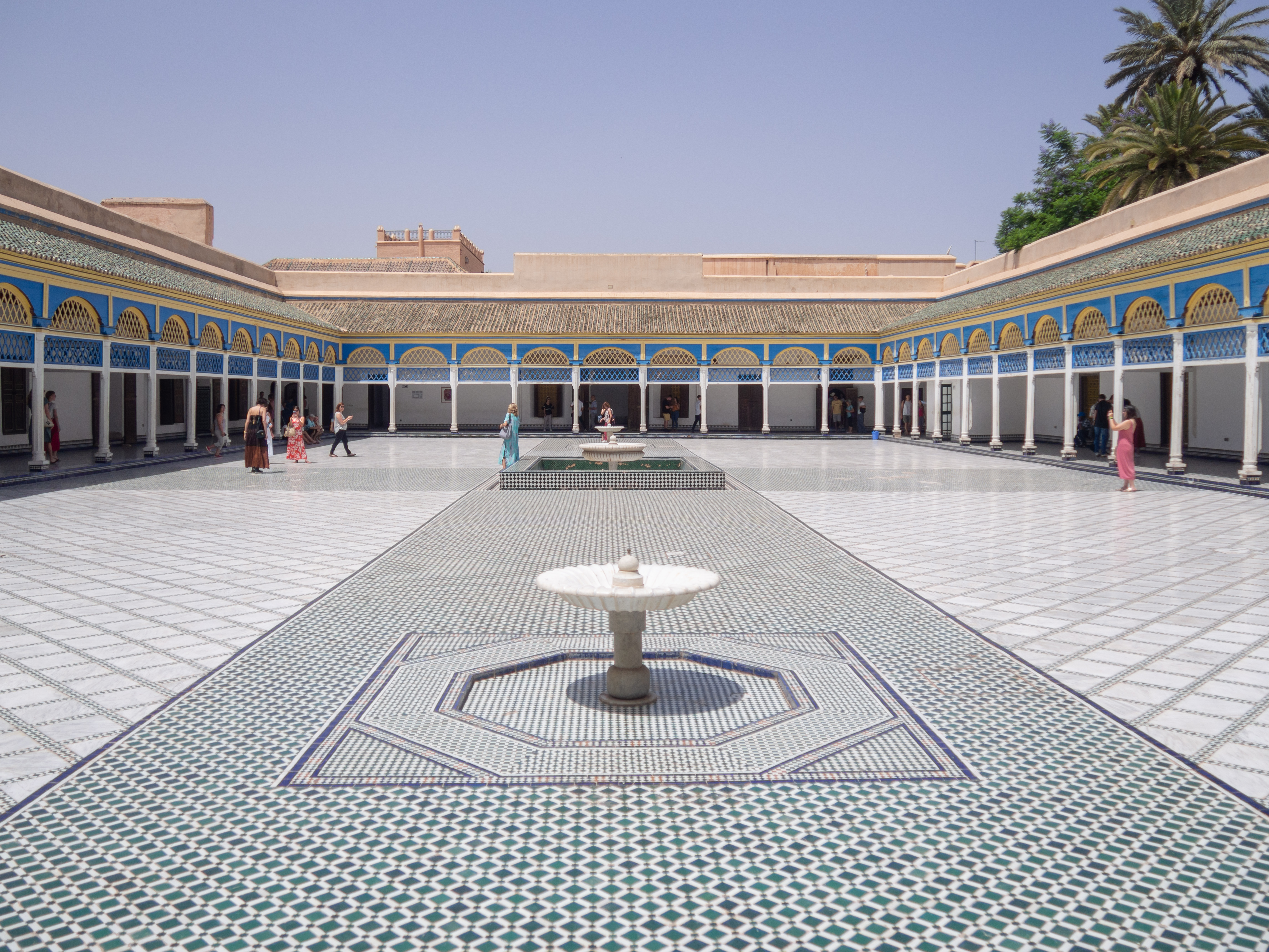
صحن بزرگ (نمای غرب)
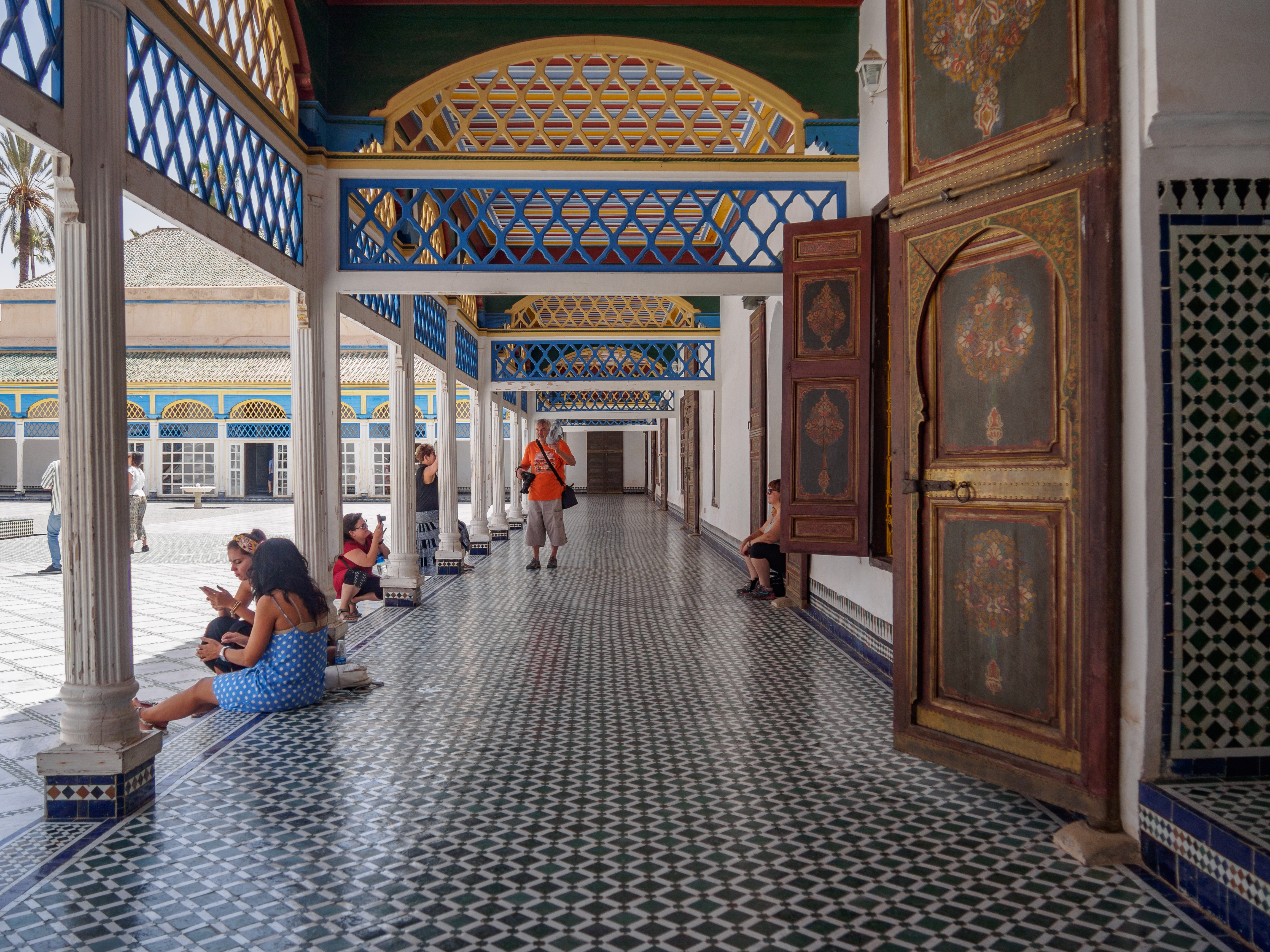
رواق اطراف صحن
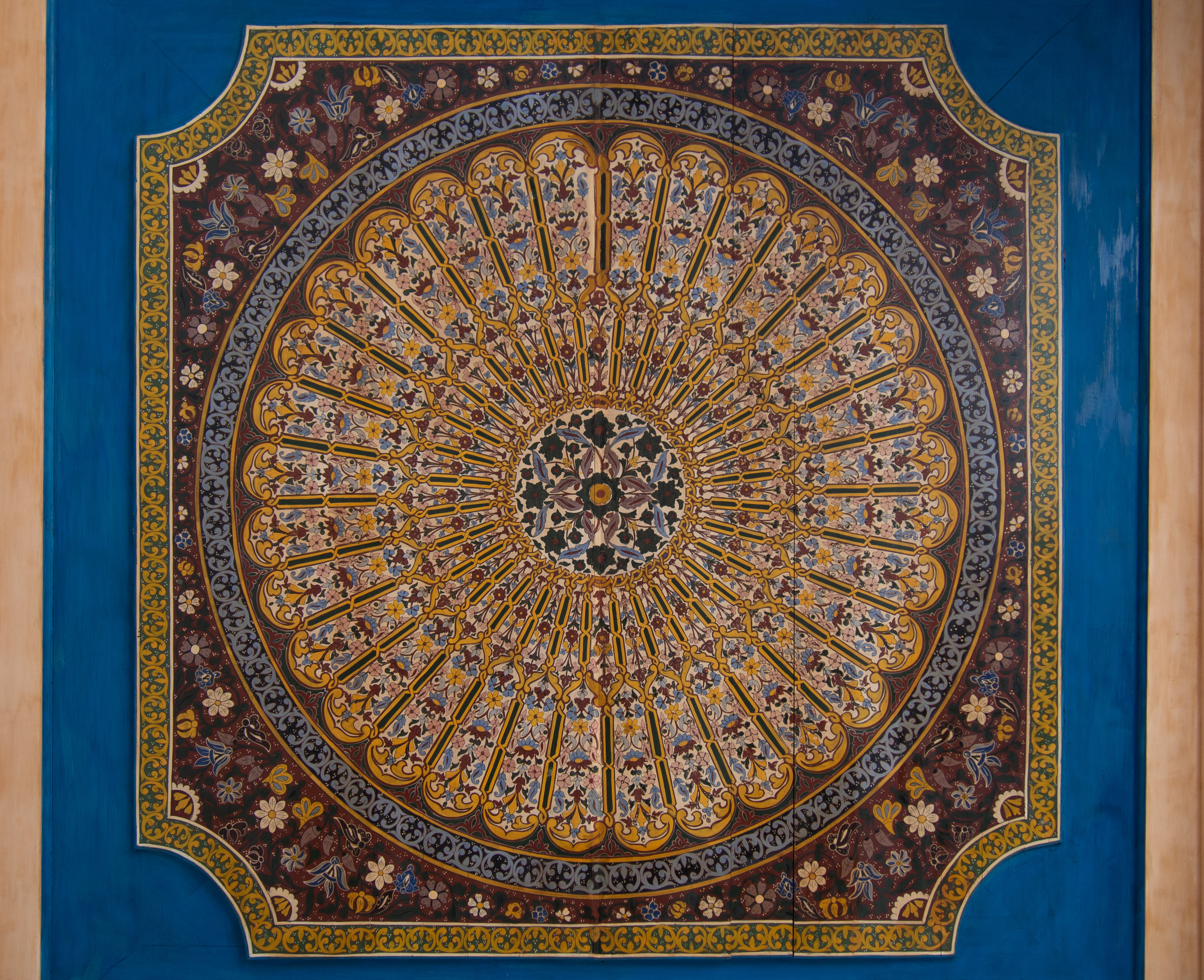
سقف نقاشی‌شده زیر رواق

#### ریاد بزرگ
شمال منطقه حیاط بزرگ، حیاط وسیع دیگری به نام ریاض بزرگ یا ریاض اصلی قرار دارد. همراه با اتاق‌های اطرافش، این بخش قدیمی‌ترین قسمت کاخ بوده و به دوران پدر با احمد، سی موسی، بازمی‌گردد. همان‌طور که از نام آن پیداست، این حیاط دارای باغ ریاض بزرگی است که هنوز هم درختان آن از قرن نوزدهم باقی مانده‌اند.
این باغ از سمت شرق و غرب با دو تالار بزرگ احاطه شده که دارای تزئینات بسیار زیبا هستند. کتیبه‌ای در این تالارها، تاریخ ساخت آن‌ها را به سال‌های ۱۸۶۶–۱۸۶۷ نسبت می‌دهد.

ریاد بزرگ (دار سی موسا)
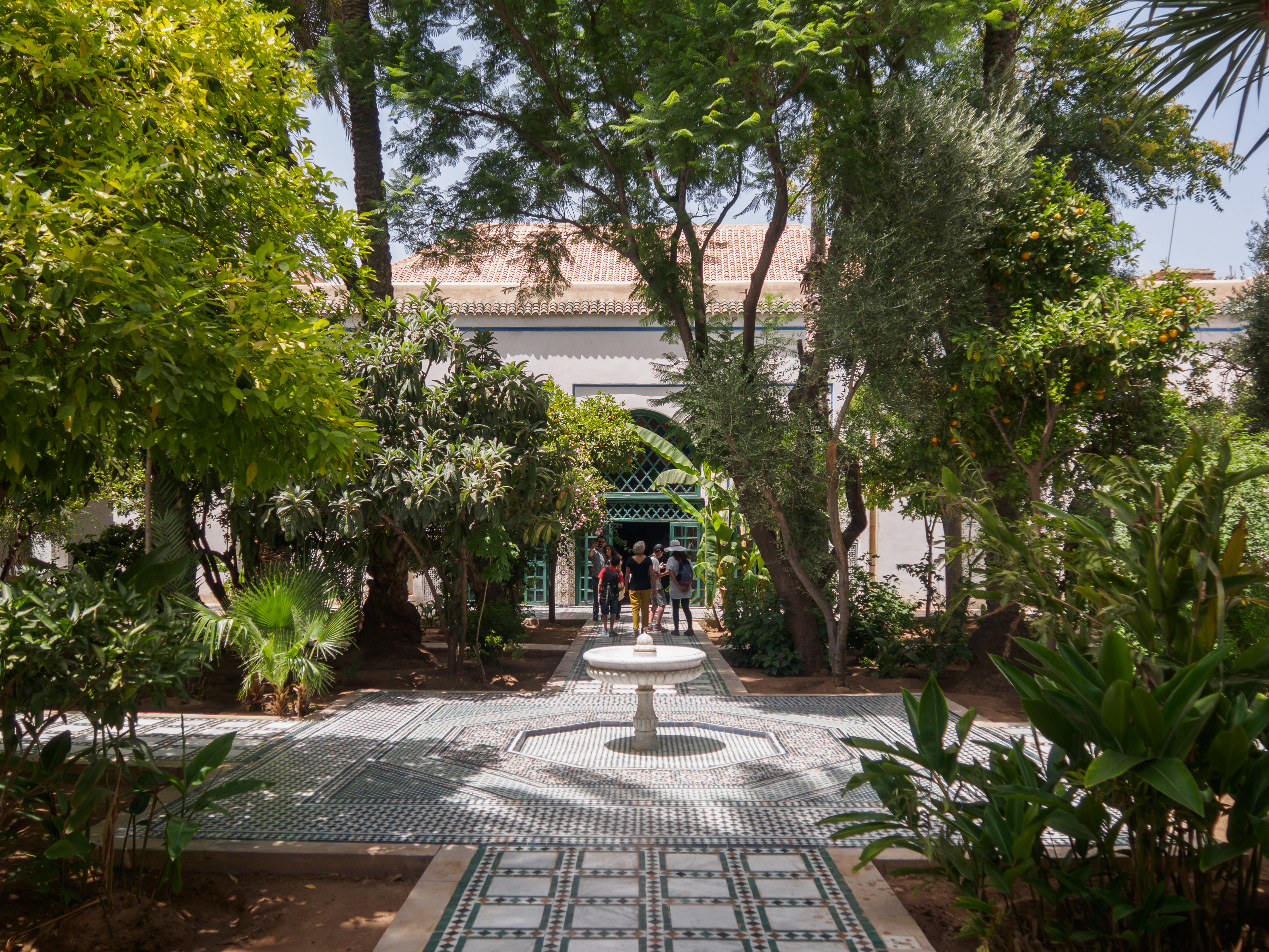
صحن و باغ ریاض بزرگ
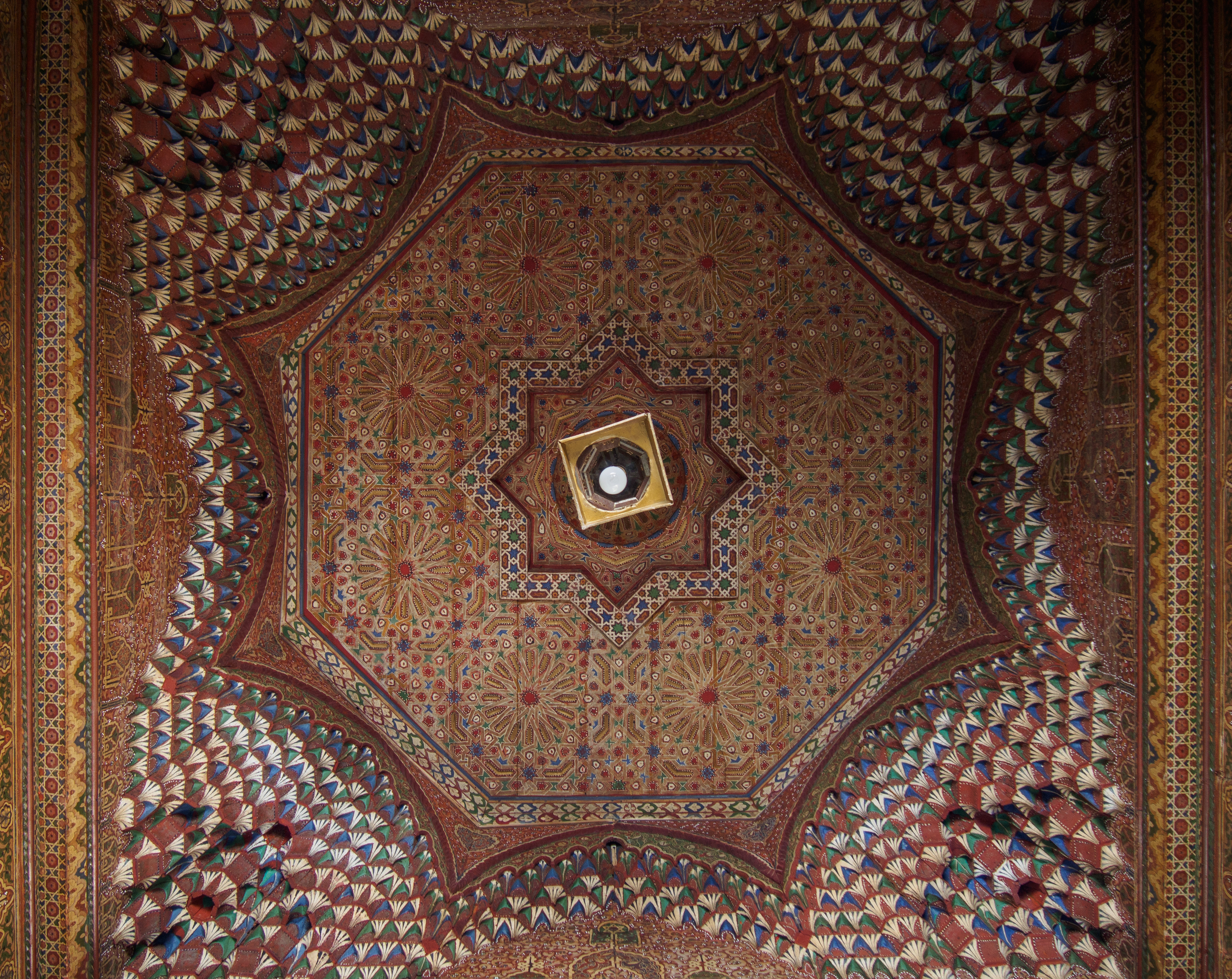
سقف چوبی با تزئینات نقاشی‌شده و کنده‌کاری‌شده مقرنس در ورودی ریاض بزرگ
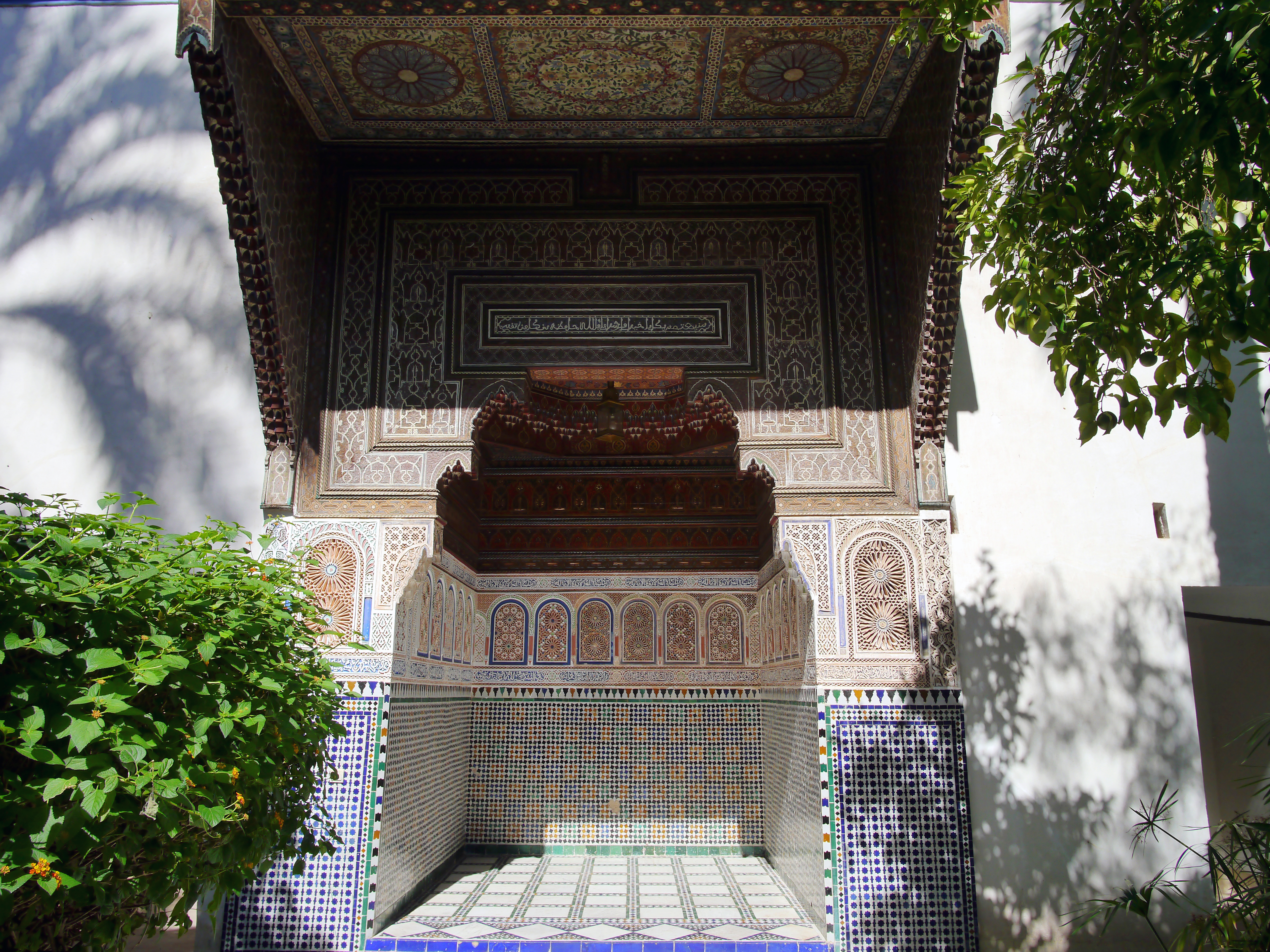
طاقچه تزئینی در سمت شمالی باغ
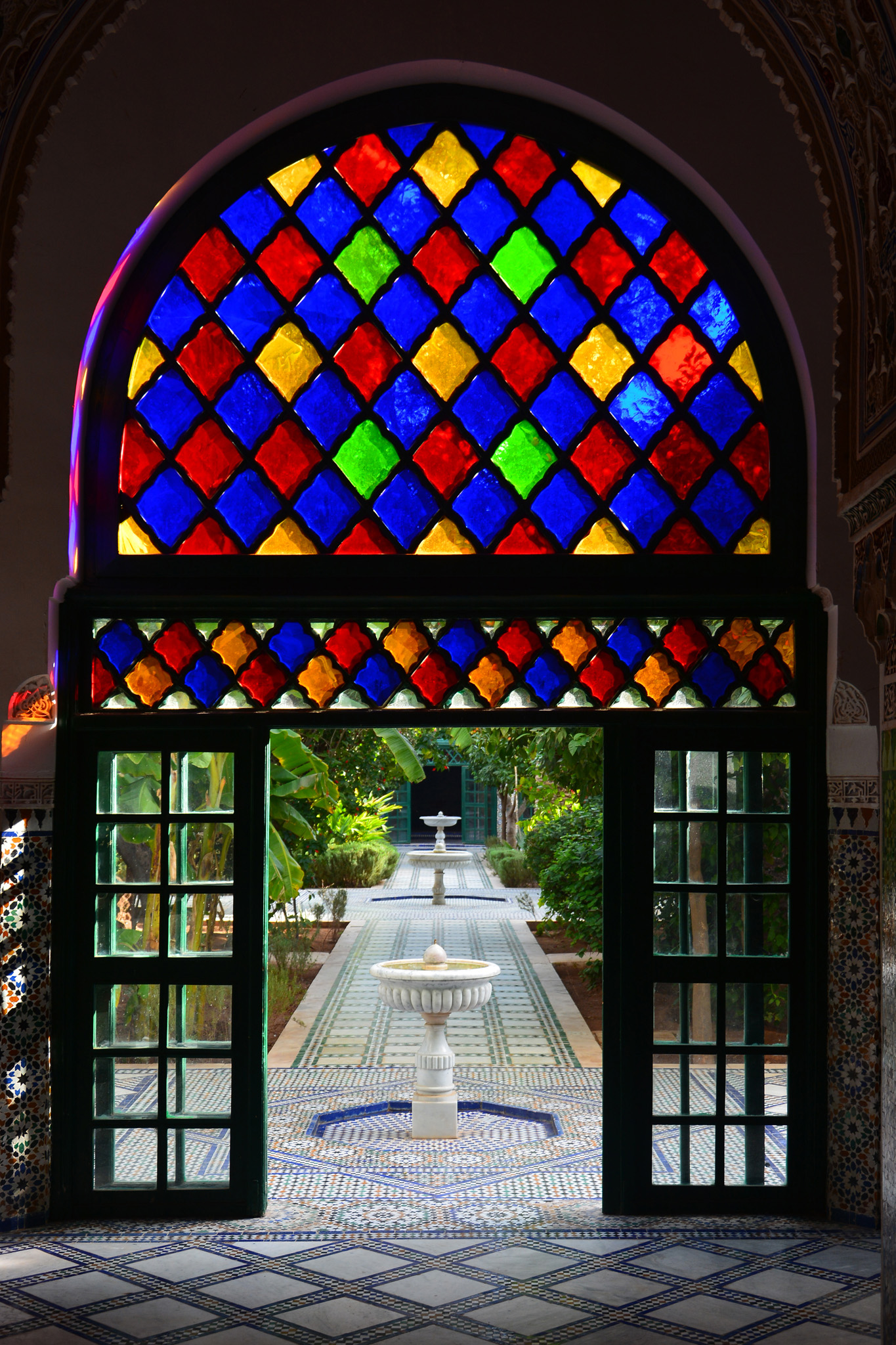
درگاه اتاق‌های مجاور باغ

#### دیگر
در بخش شرقی‌تر، فراتر از کاخ اصلی، بقایای مجموعه‌ای از باغ‌ها و پارک‌هایی که توسط با احمد ایجاد شده بودند، قرار دارد. این باغ‌ها شامل عناصری مانند یک حوض بزرگ آب بودند. این منطقه در اصل یک باغ متعلق به دوره سعدیان بوده و به نام «عرصات بن شقراء»، یکی از وزرای دوره سعدیان، نام‌گذاری شده بود.
در سمت جنوبی کاخ، ضمایم دیگری از جمله اصطبل‌ها و یک مسجد با مناره وجود دارد.

### تزیینات
کاخ به دلیل تزییناتش شهرت بسیاری دارد. دیوارهای آن مزین به گچ‌بری‌هایی با کتیبه‌های عربی، الگوهای هندسی، آرابسک و مقرنس هستند. کف‌پوش‌های کاخ از مرمر و کاشی‌های زلیج ساخته شده‌اند. از معروف‌ترین عناصر آن می‌توان به سقف‌های چوبی از سدر اشاره کرد که با الگوهای گل‌دار رنگارنگ نقاشی شده‌اند، همچنین سردرهای اصلی که با چوب منبت‌کاری و رنگ‌آمیزی شده‌اند.
مواد اولیه برای این تزیینات توسط با احمد از سراسر مراکش تهیه شد، از جمله مرمر از مکناس (احتمالاً از کاخ‌های سلطنتی پیشین مراکش)، چوب سدر از اطلس میانه و کاشی‌ها از تطوان. همچنین صنعتگرانی از نقاط مختلف کشور برای اجرای این تزیینات به کار گرفته شدند.